# Arrondissement Le Vigan
Das Arrondissement Le Vigan ist eine Verwaltungseinheit des französischen Départements Gard innerhalb der Region Okzitanien. Verwaltungssitz (Unterpräfektur) ist Le Vigan.
Im Arrondissement liegen 74 Gemeinden in zwei Wahlkreisen (Kantonen).

## Wahlkreise
- Kanton Le Vigan
- Kanton Quissac (30 von 44 Gemeinden des Kantons)

## Gemeinden
Die Gemeinden des Arrondissements Le Vigan sind:
| 1. Aigremont (30002)                            | 2. Alzon (30009)                     | 3. Arphy (30015)                       | 4. Arre (30016)                      |
| 5. Arrigas (30017)                              | 6. Aulas (30024)                     | 7. Aumessas (30025)                    | 8. Avèze (30026)                     |
| 9. Bez-et-Esparon (30038)                       | 10. Blandas (30040)                  | 11. Bragassargues (30050)              | 12. Bréau-Mars (30052)               |
| 13. Brouzet-lès-Quissac (30054)                 | 14. Campestre-et-Luc (30064)         | 15. Canaules-et-Argentières (30065)    | 16. Cardet (30068)                   |
| 17. Carnas (30069)                              | 18. Cassagnoles (30071)              | 19. Causse-Bégon (30074)               | 20. Colognac (30087)                 |
| 21. Conqueyrac (30093)                          | 22. Corconne (30095)                 | 23. Cros (30099)                       | 24. Dourbies (30105)                 |
| 25. Durfort-et-Saint-Martin-de-Sossenac (30106) | 26. Fressac (30119)                  | 27. Gailhan (30121)                    | 28. L’Estréchure (30108)             |
| 29. La Cadière-et-Cambo (30058)                 | 30. Lanuéjols (30139)                | 31. Lasalle (30140)                    | 32. Le Vigan (30350)                 |
| 33. Lédignan (30146)                            | 34. Les Plantiers (30198)            | 35. Liouc (30148)                      | 36. Logrian-Florian (30150)          |
| 37. Mandagout (30154)                           | 38. Maruéjols-lès-Gardon (30160)     | 39. Molières-Cavaillac (30170)         | 40. Monoblet (30172)                 |
| 41. Montdardier (30176)                         | 42. Orthoux-Sérignac-Quilhan (30192) | 43. Peyrolles-en-Cévennes (30195)      | 44. Pommiers (30199)                 |
| 45. Pompignan (30200)                           | 46. Puechredon (30208)               | 47. Quissac (30210)                    | 48. Revens (30213)                   |
| 49. Rogues (30219)                              | 50. Roquedur (30220)                 | 51. Saint-André-de-Majencoules (30229) | 52. Saint-André-de-Valborgne (30231) |
| 53. Saint-Bénézet (30234)                       | 54. Saint-Bresson (30238)            | 55. Saint-Félix-de-Pallières (30252)   | 56. Saint-Hippolyte-du-Fort (30263)  |
| 57. Saint-Jean-de-Crieulon (30265)              | 58. Saint-Julien-de-la-Nef (30272)   | 59. Saint-Laurent-le-Minier (30280)    | 60. Saint-Martial (30283)            |
| 61. Saint-Nazaire-des-Gardies (30289)           | 62. Saint-Roman-de-Codières (30296)  | 63. Saint-Sauveur-Camprieu (30297)     | 64. Saint-Théodorit (30300)          |
| 65. Sardan (30309)                              | 66. Saumane (30310)                  | 67. Sauve (30311)                      | 68. Savignargues (30314)             |
| 69. Soudorgues (30322)                          | 70. Sumène (30325)                   | 71. Trèves (30332)                     | 72. Val-d’Aigoual (30339)            |
| 73. Vic-le-Fesq (30349)                         | 74. Vissec (30353)                   |                                        |                                      |

## Neuordnung der Arrondissements 2017

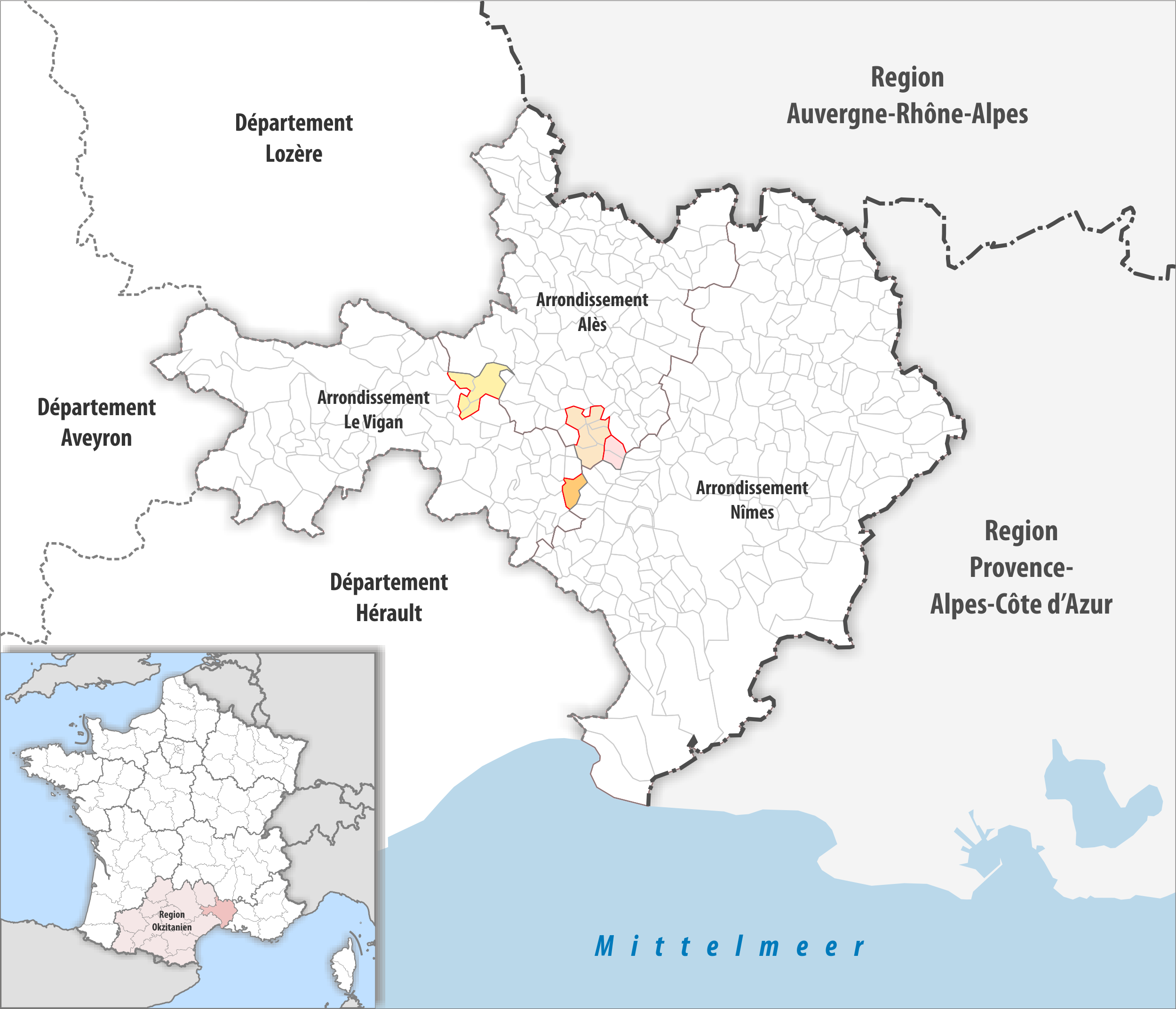
Arrondissementsanpassungen im Jahr 2017

Durch die Neuordnung der Arrondissements im Jahr 2017 wurde aus dem Arrondissement Alès die Fläche der sechs Gemeinden Aigremont, Cardet, Cassagnoles, Lédignan, Maruéjols-lès-Gardon und Saint-Bénézet dem Arrondissement Le Vigan zugewiesen.
Dafür wechselte aus dem Arrondissement Le Vigan die Fläche der vier Gemeinden Saint-Bonnet-de-Salendrinque, Sainte-Croix-de-Caderle, Thoiras und Vabres zum Arrondissement Alès und die Fläche der Gemeinde Cannes-et-Clairan zum Arrondissement Nîmes.

## Ehemalige Gemeinden seit der landesweiten Neuordnung der Arrondissements
bis 2018: Bréau-et-Salagosse, Mars, Valleraugue, Notre-Dame-de-la-Rouvière